# Verónica Cepede Royg
Verónica Cepede Royg (21 de enero de 1992, Asunción) es una deportista paraguaya de la especialidad de tenis que fue campeona en los Juegos Suramericanos de Medellín en el año 2010.

## Carrera

### Juegos Suramericanos
Se convirtió en la segunda deportista con el mayor número de medallas de la Selección de Paraguay en los Juegos Suramericanos de Medellín 2010.

#### Juegos Suramericanos de Medellín 2010
En la novena edición de los Juegos obtuvo 2 medallas:

- Medalla de plata: Individual
- Medalla de plata: Dobles mixtos

#### Juegos Suramericanos de Santiago 2014
En la décima edición de los Juegos, repitió el desempeño de la edición anterior:
- Medalla de plata: Individual
- Medalla de plata: Dobles femenino

## Títulos WTA (1; 0+1)

### Dobles (1)
| Leyenda               |
| --------------------- |
| Grand Slam (o)        |
| Juegos Olímpicos (0)  |
| WTA Championships (0) |
| Premier Mandatory (0) |
| Premier 5 (0)         |
| Premier (0)           |
| International (1)     |

| N.º | Fecha                 | Torneos        | Superficie    | Pareja         | Oponentes en la final   | Resultado   |
| --- | --------------------- | -------------- | ------------- | -------------- | ----------------------- | ----------- |
| 1.  | 20 de febrero de 2016 | Río de Janeiro | Tierra batida | María Irigoyen | Tara Moore Conny Perrin | 6-1, 7-6(5) |

#### Finalista (2)
| N.º | Fecha               | Torneos  | Superficie    | Pareja        | Oponentes en la final               | Resultado   |
| --- | ------------------- | -------- | ------------- | ------------- | ----------------------------------- | ----------- |
| 1.  | 4 de marzo de 2017  | Acapulco | Dura          | Mariana Duque | Darija Jurak Anastasia Rodionova    | 3-6, 2-6    |
| 2.  | 15 de abril de 2017 | Bogotá   | Tierra batida | Magda Linette | Beatriz Haddad Maia Nadia Podoroska | 3-6, 6-7(4) |

## Títulos WTA 125s

### Dobles (1)
| N.º | Fecha                   | Torneos          | Superficie | Pareja      | Oponentes                         | Resultado        |
| --- | ----------------------- | ---------------- | ---------- | ----------- | --------------------------------- | ---------------- |
| 1.  | 27 de noviembre de 2015 | Carlsbad Classic | Dura       | Gabriela Cé | Oksana Kalashnikova Tatjana Maria | 1–6, 6–4, [10–8] |

## Títulos ITF

### Individual (14)
| Torneos de $100,000 |
| Torneos de $75,000  |
| Torneos de $50,000  |
| Torneos de $25,000  |
| Torneos de $15,000  |
| Torneos de $10,000  |

| Finals by surface    |
| -------------------- |
| Dura (2–1)           |
| Tierra batida (12–9) |
| Césped (0–0)         |

| N.º | Fecha                   | Torneo                   | Superficie    | Oponentes          | Resultado        |
| --- | ----------------------- | ------------------------ | ------------- | ------------------ | ---------------- |
| 1.  | 18 de octubre de 2009   | Bauru, Brasil            | Tierra batida | Vivian Segnini     | 6–0, 6–3         |
| 2.  | 25 de octubre de 2009   | Santa Cruz, Bolivia      | Tierra batida | Vivian Segnini     | 6–2, 6–2         |
| 3.  | 5 de diciembre de 2009  | La Serena, Chile         | Tierra batida | Barbara Rush       | 6–1, 6–4         |
| 4.  | 20 de noviembre de 2010 | Asunción, Paraguay       | Tierra batida | Tatiana Búa        | 6–2, 6–2         |
| 5.  | 11 de diciembre de 2010 | Talca, Chile             | Tierra batida | Camila Silva       | 7–6(2), 3–6, 6–3 |
| 6.  | 19 de febrero de 2011   | Buenos Aires, Argentina  | Tierra batida | Nathalia Rossi     | 4–1, ret.        |
| 7.  | 14 de mayo de 2011      | Encarnación, Paraguay    | Tierra batida | Ornella Carón      | 6–2, 6–2         |
| 8.  | 25 de junio de 2011     | Campos do Jordão, Brasil | Dura          | Adriana Pérez      | 7–6(7), 7–5      |
| 9.  | 12 de diciembre de 2011 | Santiago, Chile          | Tierra batida | Mailen Auroux      | 6–0, 1–6, 6–3    |
| 10. | 5 de noviembre de 2012  | Asunción, Paraguay       | Tierra batida | Raluca Olaru       | 2–6, 2–6         |
| 11. | 28 de octubre de 2013   | Caracas, Venezuela       | Dura          | Laura Pigossi      | 6–2, 6–2         |
| 12. | 9 de diciembre de 2013  | Santiago, Chile          | Tierra batida | María Irigoyen     | 6–3, 6–4         |
| 13. | 31 de marzo de 2014     | Medellín, Colombia       | Tierra batida | Irina-Camelia Begu | 6–4, 4–6, 6–4    |
| 14. | 5 de diciembre de 2015  | Santiago, Chile          | Tierra batida | Anne Schäfer       | 6–0, 2–6, 7–5    |

#### Finalista (10)
| N.º | Fecha                    | Torneo                      | Superficie    | Oponentes             | Resultado        |
| --- | ------------------------ | --------------------------- | ------------- | --------------------- | ---------------- |
| 1.  | 29 de noviembre de 2009  | Lima, Perú                  | Tierra batida | Carla Lucero          | 7–5, 3–6, 5–7    |
| 2.  | 10 de octubre de 2010    | Londrina, Brasil            | Tierra batida | Teliana Pereira       | 4–6, 0–6         |
| 3.  | 13 de noviembre de 2010  | Asunción, Paraguay          | Tierra batida | Vanesa Furlanetto     | 6–1, 4–6, 5–7    |
| 4.  | 4 de diciembre de 2010   | Santiago, Chile             | Tierra batida | Andrea Koch-Benvenuto | 2–6, 2–6         |
| 5.  | 23 de abril de 2011      | Córdoba, Argentina          | Tierra batida | Daniela Seguel        | 6–7(4), 6–0, 4–6 |
| 6.  | 8 de julio de 2013       | Campinas, Brasil            | Tierra batida | María Irigoyen        | 2–6, 2–6         |
| 7.  | 7 de octubre de 2013     | Asunción, Paraguay          | Tierra batida | Florencia Molinero    | 3–6, 6–7         |
| 8.  | 6 de abril de 2015       | Medellín, Colombia          | Tierra batida | Teliana Pereira       | 6–7(6), 1–6      |
| 9.  | 20 de septiembre de 2016 | Albuquerque, Estados Unidos | Dura          | Mandy Minella         | 4-6, 5-7         |
| 10. | 15 de mayo de 2017       | Trnava,Eslovaquia           | Tierra batida | Markéta Vondroušová   | 5-7, 6-7(3)      |

### Dobles (21)
| Torneos de $100,000 |
| Torneos de $75,000  |
| Torneos de $50,000  |
| Torneos de $25,000  |
| Torneos de $15,000  |
| Torneos de $10,000  |

| Finals by surface    |
| -------------------- |
| Dura (2–0)           |
| Tierra batida (18–0) |
| Césped (0–0)         |

| N.º | Fecha                    | Torneo                        | Superficie    | Compañera            | Oponentes                                  | Resultado      |
| --- | ------------------------ | ----------------------------- | ------------- | -------------------- | ------------------------------------------ | -------------- |
| 1.  | 30 de noviembre de 2009  | La Serena,Chile               | Tierra batida | Fernanda Brito       | Andrea Mkoch-Benvenuto Giannina Minieri    | 4-6 6-0 [10-6] |
| 2.  | 18 de octubre de 2010    | Santa Maria,Brasil            | Tierra batida | Vivian Segnini       | Natasha Lotuffo Roxane Vaisemberg          | W/O            |
| 3.  | 8 de noviembre de 2010   | Asunción,Paraguay             | Tierra batida | Vanesa Furlanetto    | Luciana Sarmenti Carolina Zeballos         | 6-0 6-3        |
| 4.  | 15 de noviembre de 2010  | Asunción,Paraguay             | Tierra batida | Vanesa Furlanetto    | Luciana Sarmenti Lucía Jara-Lozano         | 6-2 2-6 [10-3] |
| 5.  | 29 de noviembre de 2010  | Santiago,Chile                | Tierra batida | Luciana Sarmenti     | Barbara Rush Camila Silva                  | 6-1 6-3        |
| 6.  | 6 de diciembre de 2010   | Talca,Chile                   | Tierra batida | Luciana Sarmenti     | Flavia Guimaraes Bueno Belén Luduena       | 6-3 6-1        |
| 7.  | 7 de febrero de 2011     | Buenos Aires, Argentina       | Tierra batida | Luciana Sarmenti     | Catalina Pella Fernanda Brito              | 6-0 6-3        |
| 8.  | 14 de febrero de 2011    | Buenos Aires, Argentina       | Tierra batida | Luciana Sarmenti     | Andrea Benítez Tatiana Bua                 | 5-7 6-3 [10-7] |
| 9.  | 18 de abril de 2011      | Córdoba, Argentina            | Tierra batida | Luciana Sarmenti     | Sofía Luini Aranza Salut                   | 6-2 6-0        |
| 10. | 9 de mayo de 2011        | Encarnación, Paraguay         | Tierra batida | Luciana Sarmenti     | Jordana Lujan Ornella Caron                | 6-3 6-2        |
| 11. | 20 de junio de 2011      | Roma- Tevere Remo, Italia     | Tierra batida | Paula Ormaechea      | Marina Shamayko Sofia Shapatava            | 7-5 6-4        |
| 12. | 28 de junio de 2011      | Denain, Francia               | Tierra batida | Teliana Pereira      | Celine Ghesquiere Elixane Lechemia         | 6-1 6-1        |
| 13. | 1 de julio de 2013       | Sao José do Rio Preto, Brasil | Tierra batida | Adriana Pérez        | Mailen Auroux Maria-Fernanda Alvarez-Teran | 4-6 6-4 [11-9] |
| 14. | 8 de julio de 2013       | Campinas, Brasil              | Tierra batida | Adriana Pérez        | Florencia Molinero Carolina Zeballos       | 6-0 6-1        |
| 15. | 28 de octubre de 2013    | Caracas, Venezuela            | Dura          | Adriana Pérez        | Florencia Molinero Laura Pigossi           | 6-3 6-3        |
| 16. | 9 de diciembre de 2013   | Santiago, Chile               | Tierra batida | María Irigoyen       | Daniela Seguel Cecilia Costa Melgar        | 2-6 6-4 [10-5] |
| 17. | 12 de mayo de 2014       | Saint-Gaudens, Francia        | Tierra batida | María Irigoyen       | Sharon Fichman Johanna Konta               | 7-5 6-3        |
| 18. | 26 de mayo de 2014       | Grado, Italia                 | Tierra batida | Stephanie Vogt       | Lara Arruabarrena Florencia Molinero       | 6-4 6-2        |
| 19. | 23 de septiembre de 2014 | Las Vegas, Estados Unidos     | Dura          | María Irigoyen       | Asia Muhammad María Sánchez                | 6-3 5-7 [11-9] |
| 20. | 28 de octubre de 2014    | New Braunfels, Estados Unidos | Tierra batida | Mariana Duque-Mariño | Alexa Glatch Bernarda Pera                 | 6-0 6-3        |